# João Batista Crespo
João Batista Crespo (Desterro, 7 de setembro de 1887 — Belo Horizonte, 30 de maio de 1966) foi um jornalista e poeta brasileiro. Foi co-fundador da Academia Catarinense de Letras.